# 大普里珀特湖

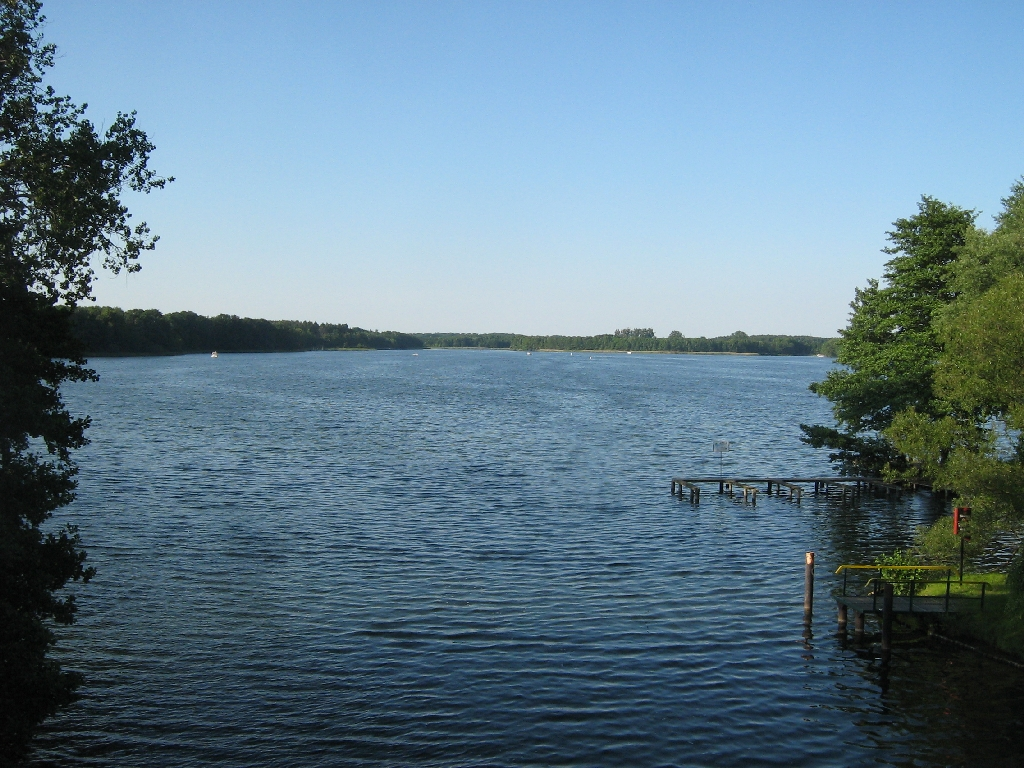

53°13′34.62″N 13°2′29.87″E / 53.2262833°N 13.0416306°E
大普里珀特湖（德語：Großer Priepertsee），是德國的湖泊，位於該國東北部，由梅克倫堡-前波美拉尼亞州負責管轄，處於梅克倫堡湖區郡，面積1平方公里，海拔高度55米，最大水深32米。